# Bulletproof Fever: A Tribute to Ted Nugent
Bulletproof Fever: A Tribute To Ted Nugent è un album tributo dedicato a Ted Nugent realizzato nel 2001 per l'etichetta Deadline Records.
Nel 2006 la Big Eye Records pubblica una ristampa di questo album rinominandolo World's Greatest Tribute to Ted Nugent, con l'aggiunta della cover degli Aerosmith "Rag Doll", suonata dallo stesso Nugent. In realtà questa traccia è stata tratta dal tribute album degli Aerosmith Not the Same Old Song and Dance: Tribute to Aerosmith (1999), in cui Nugent suona assieme a Tony Franklin (basso), Vinnie Colaiuta (batteria), e Derek Sherinian (tastiere).

## Tracce
1. Cat Scratch Fever
2. Stranglehold
3. Hey Baby
4. Just What The Doctor Ordered
5. Journey To The Centre Of The Mind (The Amboy Dukes Cover)
6. Wango Tango
7. Motorcity Madhouse
8. Wang Dang Sweet Poontang
9. Free For All
10. Dog Eat Dog
11. Need You Bad
12. Rag Doll (Aerosmith Cover) *

*Presente solo nella versione ristampa del 2006 reintitolata World's Greatest Tribute to Ted Nugent.

## Formazione
- Jake E. Lee - chitarra nelle tracce 4, 5, 6, 8, 9, 10
- DJ Ashba - chitarra
- Randy Castillo - batteria
- Chuck Carric - basso
- Matt Thorne - basso nelle tracce 9, 10
- John Corabi - voce nella traccia 1
- Marq Torien - voce nella traccia 2
- Taime Downe - voce nella traccia 3
- Kory Clarke - voce nella traccia 4
- Phil Lewis - voce nella traccia 5
- Stevie Rachelle - voce nella traccia 6
- Kelly Hansen - voce nella traccia 7
- Alex Mitchell - voce nella traccia 8
- Jani Lane - voce nella traccia 9
- Jizzy Pearl - voce nella traccia 10
- Spike - voce nella traccia 11
- Ted Nugent - voce, chitarra nella traccia 12
- Derek Sherinian - tastiere nella traccia 12
- Tony Franklin - basso nella traccia 12
- Vinnie Colaiuta - batteria nella traccia 12